# Surba
Surba är en kommun i departementet Ariège i regionen Occitanien i södra Frankrike. Kommunen ligger  i kantonen Tarascon-sur-Ariège som ligger i arrondissementet Foix. År 2022 hade Surba 333 invånare.

## Befolkningsutveckling
Antalet invånare i kommunen Surba
Referens: INSEE